# Neave Brown
Neave Brown (Utica, 22 maggio 1929 – Londra, 9 gennaio 2018) è stato un architetto e artista britannico specializzato nella progettazione di alloggi modernisti.
È l'unico architetto ad aver ottenuto che tutte le sue opere realizzate nel Regno Unito siano state classificate edifici di interesse nazionale. Si tratta di case a schiera in Winscombe Street, Dunboyne Road Estate e Alexandra Road Estate, tutte situate a Camden.
Nell'ottobre 2017, ha vinto la Royal Gold Medal del Royal Institute of British Architects per il suo progetto della Alexandra Road Estate, che ora è considerato un punto di riferimento dell'edilizia sociale britannica ed è classificato Grade II*.

## Biografia

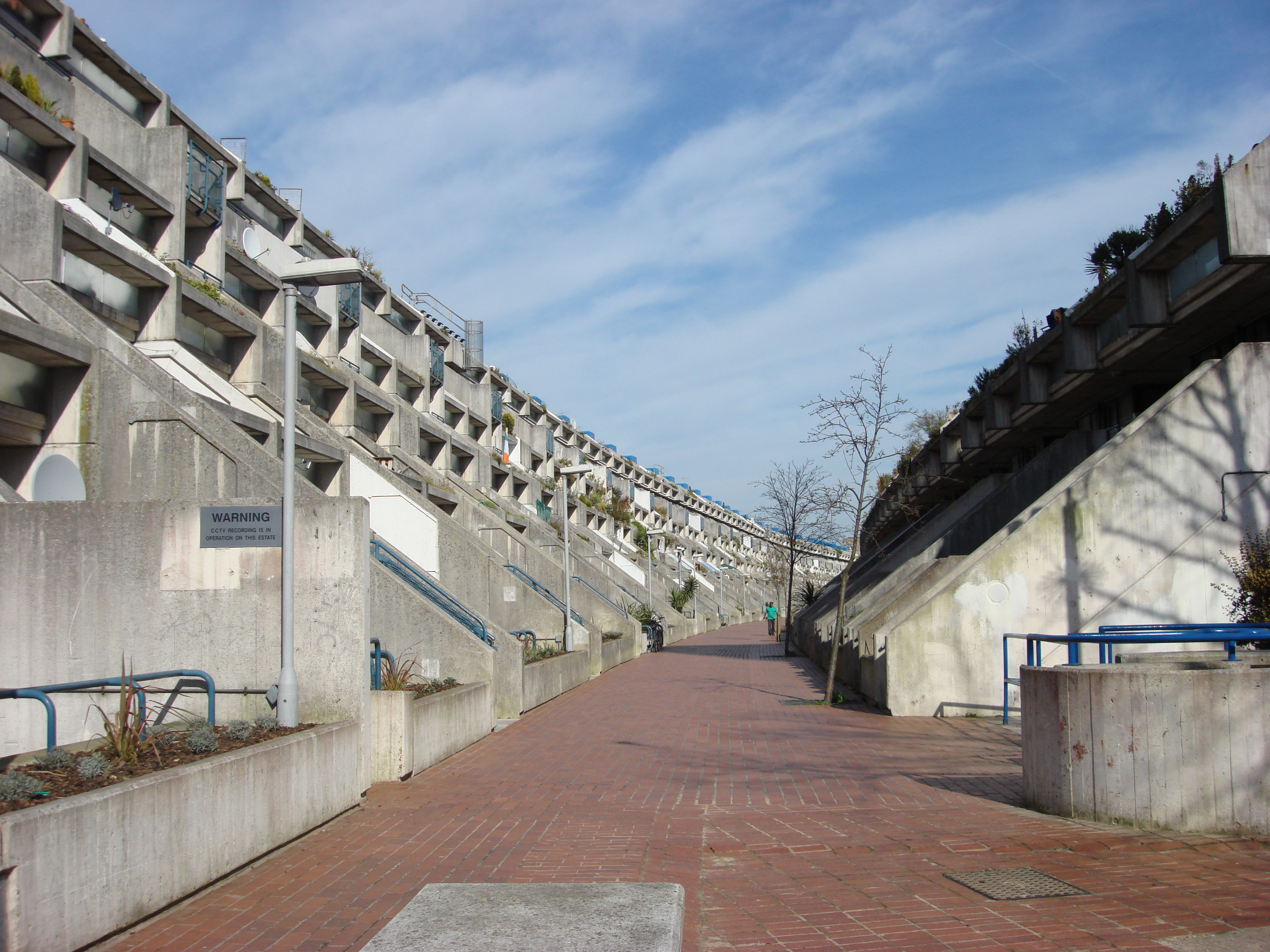
Alexandra Road Estate

Sua madre era statunitense e suo padre inglese. Frequentò la Bronxville High School a New York, dal 1935 al 1945, e il Marlborough College dal 1945 al 1948 nel Regno Unito. Durante il servizio militare, in Gran Bretagna, decise di studiare architettura e si iscrisse all'Architectural Association di Londra nel 1950. Dopo essersi laureato, nel 1956, e aver lavorato in Africa orientale maturò una preziosa esperienza lavorativa presso la ditta Lyons Israel Ellis. Successivamente, divenne architetto presso il London Borough of Camden sotto Sydney Cook. Lasciò il dipartimento di architettura del London Borough of Camden mentre c'erano continui conflitti attorno alla costruzione dell'Alexandra Road Estate a Camden. Dopo che un'inchiesta pubblica, legata al superamento dei costi e al superamento della durata prevista del completamento dei lavori, tentò, senza successo, di incolparlo, la sua reputazione venne comunque gravemente danneggiata nonostante venne assolto. Brown e sua moglie vivevano in Winscombe Street, nell'edificio che Brown stesso aveva progettato. Si trasferirono poi a Dunboyne Road Estate, dove fino al 2015 vissero per circa sei anni.
All'età di 73 anni, Brown chiuse il suo studio e studiò belle arti alla City and Guilds of London School of Art (BA).
Nel giugno 2017 gli fu diagnosticato un mesotelioma epitelioide.
Morì a casa, circondato dalla famiglia, il 9 gennaio 2018 all'età di 88 anni. È sepolto nel cimitero di Highgate.

## Opere
Si era specializzato in alloggi modernisti e le sue opere comprendono:
- Cinque moderne case a schiera in Winscombe Street, Highgate Newtown, Londra (1965)
- Dunboyne Road Estate (Fleet Road), Camden, Londra (1977)
- Alexandra Road Estate, Camden, Londra (1978)[3]
- The Zwolestraat Development a Scheveningen, L'Aia, con David Porter (1994): 500 appartamenti, hotel, ostello, scuola e il più grande parcheggio sotterraneo (2.500 auto) nei Paesi Bassi.
- Smalle Haven, Eindhoven, Paesi Bassi (2002): sviluppo urbano centrale di appartamenti a schiera, comprese unità abitative/lavorative, negozi e uffici.

## Riconoscimenti
- Brown è l'unico architetto ad aver ottenuto che i suoi edifici nel Regno Unito siano stati tutti dichiarati edificio classificato[3][4]
- Royal Gold Medal del Royal Institute of British Architects nel 2017.[3]